# Kanton Bapaume
Kanton Bapaume (francouzsky Canton de Bapaume) je francouzský kanton v departementu Pas-de-Calais v regionu Hauts-de-France. Tvoří ho 75 obcí. Před reformou kantonů 2014 ho tvořilo 22 obcí.

## Obce kantonu
od roku 2015:
| - Ablainzevelle - Achiet-le-Grand - Achiet-le-Petit - Avesnes-lès-Bapaume - Ayette - Bancourt - Bapaume - Baralle - Barastre - Beaulencourt - Beaumetz-lès-Cambrai - Béhagnies - Bertincourt - Beugnâtre - Beugny - Biefvillers-lès-Bapaume - Bihucourt - Bourlon - Bucquoy - Buissy - Bullecourt - Bus - Chérisy - Courcelles-le-Comte - Croisilles | - Douchy-lès-Ayette - Écourt-Saint-Quentin - Écoust-Saint-Mein - Épinoy - Ervillers - Favreuil - Fontaine-lès-Croisilles - Frémicourt - Gomiécourt - Graincourt-lès-Havrincourt - Grévillers - Hamelincourt - Haplincourt - Havrincourt - Hermies - Inchy-en-Artois - Lagnicourt-Marcel - Lebucquière - Léchelle - Ligny-Thilloy - Marquion - Martinpuich - Metz-en-Couture - Morchies - Morval | - Mory - Moyenneville - Neuville-Bourjonval - Noreuil - Oisy-le-Verger - Palluel - Pronville-en-Artois - Quéant - Riencourt-lès-Bapaume - Rocquigny - Rumaucourt - Ruyaulcourt - Sains-lès-Marquion - Saint-Léger - Sapignies - Le Sars - Sauchy-Cauchy - Sauchy-Lestrée - Le Transloy - Trescault - Vaulx-Vraucourt - Vélu - Villers-au-Flos - Warlencourt-Eaucourt - Ytres |

před rokem 2015:
- Achiet-le-Grand
- Achiet-le-Petit
- Avesnes-lès-Bapaume
- Bancourt
- Bapaume
- Beaulencourt
- Béhagnies
- Beugnâtre
- Biefvillers-lès-Bapaume
- Bihucourt
- Favreuil
- Frémicourt
- Grévillers
- Ligny-Thilloy
- Martinpuich
- Morval
- Riencourt-lès-Bapaume
- Sapignies
- Le Sars
- Le Transloy
- Villers-au-Flos
- Warlencourt-Eaucourt